# Leopold-Hoesch-Museum
Het Leopold-Hoesch-Museum in de Duitse stad Düren (Noordrijn-Westfalen) is een museum voor schilderkunst.

## Beschrijving
Het Leopold-Hoesch-Museum werd op 8 november 1905 geopend. Het is genoemd naar de Duitse industrieel Leopold Hoesch (1820–1899), de grondlegger van het staalbedrijf Hoesch AG. Het museum is gevestigd in een rijk versierd gebouw in neobarokstijl, dat werd ontworpen door de architect Georg Frentzen (1854–1923). Tijdens de Tweede Wereldoorlog werd het pand in november 1944 bij een bombardement zwaar beschadigd. Bij de wederopbouw werd de oorspronkelijk op het gebouw aanwezige koepel weggelaten.
De vaste collectie van het museum omvat schilderijen uit de tijd van het Duitse expressionisme, onder andere van Emil Nolde (1867–1956), Paula Modersohn-Becker (1876–1907) en Otto Dix (1891–1969). Ook is er een archeologische afdeling. In het Leopold-Hoesch-Museum wordt om de twee jaar de Papier-Biënnale gehouden. In 2019 werd naast het Leopold-Hoesch-Museum een apart Papiermuseum geopend. Dit is gewijd aan de geschiedenis van de papierindustrie, die in Düren sedert de 17e eeuw van groot belang is, en aan kunst op papier in de ruimste zin van dit begrip. De beide musea werken op velerlei gebied samen.
Carl Georg Schillings (1865–1921) was een beroemd, in oostelijk Afrika actief fotograaf, aanvankelijk jager op groot wild, later een van de eerste voorstanders van natuur- en dierenbescherming. In 1905 werd zijn boek Mit Blitzlicht und Büchse, voorzien van 302 (natuur-)foto's van zijn hand, een bestseller. Het Leopold-Hoesch-Museum bezit een door Schillings verzamelde collectie opgezette dieren, die bij de verwoestingen van 1944 gespaard is gebleven.
Van 2007 tot 2010 was het gebouw gesloten vanwege een verbouwing en uitbreiding naar een ontwerp van de architect Peter Kulka. Voor het museum werd in 2011 een stèle van de hand van de kunstenaar Ulrich Rückriem geplaatst.